# Анна Каренина (фильм, 1948)
«Анна Каренина» (англ. Anna Karenina; в Великобритании также известен под названием «Анна Каренина, Льва Толстого») — британский фильм режиссёра Жюльена Дювивье, снятый в 1948 году по роману Льва Толстого «Анна Каренина». В главной роли снялась Вивьен Ли. Александр Корда выступил продюсером фильма, в съёмках которого принимала участие его кинокомпания London Films, дистрибьютором фильма в США стала кинокомпания 20th Century Fox. Сценарий стал совместной работой Жана Ануя, Жюльена Дювивье и Гая Моргана, композитором фильма был Констант Ламберт, декоратором Андре Андрею и оператором Анри Алеканом.

## Сценарий
Анна Облонская (Вивьен Ли) выходит замуж за Алексея Каренина (Ральф Ричардсон), который больше интересуется политикой, чем своей женой. Анну зовёт в Москву её брат Степан Облонский (Хью Демпстер), который корит себя за то, что изменял своей жене Дарье, она же Долли (Мэри Керридж). Анна ночным поездом отправляется в Москву, во время поездки знакомится с графиней Вронской (Хелен Хэйи). Во время беседы графиня показывает Анне портрет своего сына, графа Вронского (Кирон Мур). Вронский встречает на вокзале свою мать и замечает Анну. Он пытается познакомиться с ней, однако Анна отказывает ему. Несмотря на это, Вронский продолжает свои попытки понравиться Анне, хотя он знает, что она замужем. Его действия обсуждают местные сплетники. Об этом узнает Екатерина (Кити) Щербацкая (Салли Энн Хауэс), ей нравится Вронский, и его поведение расстраивает Кити. В то время Кити преследует Константин Лёвин (Нил МакГиннис), он был женихом Кити, но был ею отвергнут после знакомства с Вронским. После измены Вронского Кити выходит замуж за Лёвина.
Вскоре Анна возвращается в Петербург. Вронский говорит всем, что он муж Анны — Анна в свою очередь не опровергает его слова. Об этом идут слухи, и скоро об этом должен узнать муж Анны — Алексей Каренин. В то время Алексея больше волнует его положение в обществе, чем чувства жены. Вскоре Алексей всё узнает и приказывает жене порвать с Вронским. Он угрожает Анне тем, что она больше не увидит их сына. Анна пытается порвать с Вронским, но чувствует что Вронский нравится ей. Она разводится с Алексеем, а вскоре понимает, что ждёт ребёнка от Вронского. После тяжёлых родов Анна просит Алексея Каренина о прощении, что он холодно принимает. Будучи великодушным человеком, он позволяет Вронскому навестить Анну, если она об этом попросит. Став причиной скандала, Вронский пытается покончить с собой. Анна пытается наладить жизнь с Карениным, но не может забыть Вронского. Она бросает Каренина навсегда, оставляя своих детей ради жизни в Италии с Вронским. Но её сомнения в чувствах Вронского растут и в итоге отталкивают его. Понимая, что она потеряла всё, Анна бросается под поезд…

## В ролях
- Вивьен Ли —  Анна Аркадьевна Каренина (Облонская)
- Ральф Ричардсон — Алексей Александрович Каренин, муж Анны
- Кирон Мур — Алексей Кириллович Вронский, граф, полковник
- Хью Демпстер — князь Степан Аркадьевич («Стива») Облонский, брат Анны Карениной
- Мэри Керридж — княгиня Дарья Александровна Облонская (Долли), жена Стивы
- Мэри Лор — княгиня Щербацкая
- Франк Тикли — князь Щербацкий
- Салли Энн Хоус — Екатерина Александровна Щербацкая (Кити), позже — жена Лёвина, сестра Долли
- Нил МакГиннис — Константин Лёвин
- Майкл Гоф — Николай
- Хизер Тэтчер — графиня Лидия Ивановна
- Хелен Хэйи — графиня Вронская, мать Алексея Кирилловича
- Остин Тревор — полковник Вронский
- Мартита Хант
- Майкл Медвин
- Джино Черви
- Беккет Болд
- Лесли Бредли
- Тереза Гизе
- Джон Логден
- Мэри Мэртью
- Валентина Мёрч
- Джудит Нелмес
- Руби Миллер
- Джон Сэлью
- Патрик Скипвич
- Анна Саус
- Джереми Спенсер
- Гус Верни